# DeWolff
I DeWolff sono un gruppo rock blues/psichedelico ispirato artisticamente al rock in voga negli Anni Sessanta formatosi a Geleen, città olandese della provincia del Limburgo.
Nel loro stile sono presenti altre influenze che vanno dal soul al rhythm and blues al progressive.
Il loro nome omaggia il personaggio Winston Wolfe del film Pulp Fiction di Quentin Tarantino.

## Storia
Formatisi nel 2007 come trio, composto dai fratelli Pablo e Luka van de Poel e da Robin Piso, hanno vinto il primo premio alle finali nazionali del Kunstbende, rassegna olandese per la ricerca di giovani talenti in vari campi dell'arte. Scoperti da Ron Angels, stipularono un contratto con la REMusic Records nel 2008 con cui pubblicarono l'anno successivo il loro primo album, Strange Fruits and Undiscovered Plants.
In questo periodo suonarono nella sala principale del Paradiso di Amsterdam. 
Nel 2010 tennero i primi concerti all'estero, soprattutto in Belgio e in Germania. Il 30 maggio 2010, esordirono al Pinkpop Festival, esibendosi sul Converse Stage.
Nel 2015 Pablo van de Poel venne nominato dai lettori della rivista Gitarist miglior chitarrista del 2014 del Benelux.
Dopo aver pubblicato cinque album decisero di fondare una propria etichetta, la Electrosaurus Records, con cui pubblicarono il loro primo album dal vivo Live & Outta Sight (2015) ed il sesto in studio Roux-Ga-Roux (2016).
Nel 2018 firmarono per la Mascot Records, etichetta indipendente olandese con cui realizzarono quasi tutti i successivi lavori.
Il loro nono album Wolffpack del 2020 raggiunse il secondo posto della classifica dei Paesi Bassi.
Nel 2022 pubblicano il loro decimo album di inediti, Double Cream, questa volta realizzato in collaborazione con i fratelli Dawn, originari di Atlanta, omaggio alla tradizione soul/R&B americana. 
In autunno hanno fatto da spalla al tour europeo seguito alla reunion dei Black Crowes.
A febbraio 2023 è uscito il loro undicesimo album in studio Love, Death & In Between.

## Formazione

### Formazione attuale
- Robin Piso – organo Hammond, voce, basso (2007-oggi)
- Luka van de Poel – batteria (2007-oggi)
- Pablo van de Poel – chitarra, voce (2007-oggi)

## Discografia

### Album
| Anno | Titolo                                                                   | Posizione in classifica |
| Anno | Titolo                                                                   | NLD                     |
| ---- | ------------------------------------------------------------------------ | ----------------------- |
| 2009 | Strange Fruits and Undiscovered Plants                                   | 50                      |
| 2011 | Orchards/Lupine                                                          | 11                      |
| 2011 | Letter God (CD+DVD)                                                      |                         |
| 2012 | DeWolff IV                                                               | 18                      |
| 2014 | Grand Southern Electric                                                  | 6                       |
| 2015 | Live & Outta Sight (live)                                                | 19                      |
| 2016 | Roux-Ga-Roux                                                             | 7                       |
| 2018 | Thrust                                                                   | 6                       |
| 2019 | Live & Outta Sight II (live)                                             | 78                      |
| 2019 | Tascam Tapes                                                             | 7                       |
| 2020 | Wolffpack                                                                | 2                       |
| 2021 | Live at Royal Theatre Carre, Amsterdam (live) con la Metropole Orchestra |                         |
| 2022 | Double Cream con The Dawn Brothers                                       | 87                      |
| 2023 | Love, Death & In Between                                                 | 1                       |

### EP
- 2008 - DeWolff EP
- 2018 - Thrust Album Sampler

### Singoli
- 2008 - Gold and Seaweed
- 2009 - Fishing Night at Noon
- 2009 - Crystal Mind
- 2009 - Don't You Go Up the Sky
- 2010 - White Dream / Don't You Go Up The Sky split con i The Use of Ashes
- 2011 - Pick Your Bones Out of the Water
- 2012 - Voodoo Mademoiselle
- 2012 - Crumbling Heart
- 2014 - Evil Mothergrabber
- 2016 - Rock 'n' Roll Doctor
- 2018 - Big Talk (Radio Edit)
- 2020 - Blizzard - Pruf